# Гелена Маковська-Фієвська
Гелена Маковська (також відома як Гелена Маковська-Фієвська пол. Helena Makowska-Fijewska, до шлюбу Модржинська пол. Helena Makowska; 18 травня 1918, Рибно, Польща — 1 жовтня 1993, Варшава) — польська акторка кіно і театру.

## Життєпис
Дебютувала у 1938 році, як переможниця на конкурсі краси тижневика «Tygodnik Filmowy». Перший чоловік — художник і скульптор Йожеф Маковський, другий актор кіно і театру, режисер Тадеуш Фієвський.
Розпочала творчу кар'єру у 1946 році дебютувавши на сцені Театру музичної комедії в Лодзі. У 1947—1948 роках була солісткою Нового театру у Варшаві. До 1960 року виступала у Варшавському театрі оперети. У 1968—1974 роках — актриса Польського театру у Варшаві.